# Un nuevo día
Un nuevo día (anteriormente ¡Levántate!) fue un programa de televisión matutino estadounidense que se transmitía por Telemundo desde el 25 de agosto de 2008, desde los estudios en Miami, Florida, fue conducido por Adamari Lopez, Chiquibaby y James Tahhan hasta el 12 de febrero de 2021. El lunes 15 de febrero de 2021 cambia su nombre a Hoy Día.

## Historia
El show debutó en los estudios de Telemundo en San Juan, Puerto Rico, el cual se emitía en SD 4:3. El 9 de noviembre de 2010 se anunció que el show se mudaría  a Miami a inicios de 2011 donde transmitiría en HD. El 9 de septiembre de 2013 se estrena una nueva temporada en donde se integran 2 nuevos conductores.
Rashel Díaz fue la única presentadora femenina original del debut del programa el 25 de agosto de 2008 hasta julio de 2020. Alan Tacher fue el único presentador masculino original desde el debut del programa hasta el 13 de agosto de 2010. Daniel Sarcos se unió a Díaz como coanfitriones cuando el programa se mudó a Miami en 2011. Adamari López se unió al programa en julio de 2012. El 8 de agosto de 2013, Diego Schoening se unió al programa. La personalidad de la televisión mexicana Ana Maria Canseco se unió al elenco el lunes 9 de septiembre de 2013 y se despide del show, el jueves 12 de abril de 2018, después de 5 años de formar parte del elenco.

## Reparto
| Personalidad         | Años | Años | Años | Años | Años | Años | Años | Años | Años | Años | Años | Años | Años |      |
| Personalidad         | 2008 | 2009 | 2010 | 2011 | 2012 | 2013 | 2014 | 2015 | 2016 | 2017 | 2018 | 2019 | 2020 | 2021 |
| -------------------- | ---- | ---- | ---- | ---- | ---- | ---- | ---- | ---- | ---- | ---- | ---- | ---- | ---- | ---- |
| Conductores actuales |      |      |      |      |      |      |      |      |      |      |      |      |      |      |
| Adamari López        |      |      |      |      |      |      |      |      |      |      |      |      |      |      |
| Nacho Lozano         |      |      |      |      |      |      |      |      |      |      |      |      |      |      |
| Chiquibaby           |      |      |      |      |      |      |      |      |      |      |      |      |      |      |
| Exconductores        |      |      |      |      |      |      |      |      |      |      |      |      |      |      |
| Rashel Díaz          |      |      |      |      |      |      |      |      |      |      |      |      |      |      |
| Alan Tacher          |      |      |      |      |      |      |      |      |      |      |      |      |      |      |
| Erika Garza          |      |      |      |      |      |      |      |      |      |      |      |      |      |      |
| Azucena Cierco       |      |      |      |      |      |      |      |      |      |      |      |      |      |      |
| Omar Germenos        |      |      |      |      |      |      |      |      |      |      |      |      |      |      |
| Alessandra Villegas  |      |      |      |      |      |      |      |      |      |      |      |      |      |      |
| Daniel Sarcos        |      |      |      |      |      |      |      |      |      |      |      |      |      |      |
| Erika Csiszer        |      |      |      |      |      |      |      |      |      |      |      |      |      |      |
| Diego Schoening      |      |      |      |      |      |      |      |      |      |      |      |      |      |      |
| Ana María Canseco    |      |      |      |      |      |      |      |      |      |      |      |      |      |      |
| Zuleyka Rivera       |      |      |      |      |      |      |      |      |      |      |      |      |      |      |
| Héctor Sandarti      |      |      |      |      |      |      |      |      |      |      |      |      |      |      |
| Marco Antonio Regil  |      |      |      |      |      |      |      |      |      |      |      |      |      |      |
| Noticias             |      |      |      |      |      |      |      |      |      |      |      |      |      |      |
| Neida Sandoval       |      |      |      |      |      |      |      |      |      |      |      |      |      |      |
| Felicidad Aveleyra   |      |      |      |      |      |      |      |      |      |      |      |      |      |      |
| Paulina Sodi         |      |      |      |      |      |      |      |      |      |      |      |      |      |      |

## Cambio de nombre
El 16 de julio de 2012, ¡Levántate! fue renombrado como Un nuevo día.

## Premios y nominaciones
| Año  | Premio                                 | Categoría                          | Resultado | Ref    |
| ---- | -------------------------------------- | ---------------------------------- | --------- | ------ |
| 2014 | Premios Daytime Emmy                   | Mejor programa matutino en español | Ganador   | [ 6 ]  |
| 2014 | Estrellas del Año de People en Español | Mejor programa de entretenimiento  | Ganador   | [ 7 ]  |
| 2015 | Premios Daytime Emmy                   | Mejor programa matutino en español | Ganador   | [ 8 ]  |
| 2015 | Premios Tu Mundo                       | Programa favorito                  | Ganador   | [ 9 ]  |
| 2016 | Premios Daytime Emmy                   | Mejor programa matutino en español | Nominado  | [ 10 ] |
| 2016 | Premios Tu Mundo                       | Programa favorito                  | Nominado  | [ 11 ] |
| 2017 | Premios Daytime Emmy                   | Mejor programa matutino en español | Ganador   | [ 12 ] |
| 2017 | Premios Tu Mundo                       | Programa favorito                  | Ganador   | [ 13 ] |
| 2018 | Premios Daytime Emmy                   | Mejor programa matutino en español | Nominado  | [ 14 ] |
| 2019 | Premios Daytime Emmy                   | Mejor programa matutino en español | Nominado  | [ 15 ] |